# Vladimir Dyck
Pour les articles homonymes, voir Dyck.
Vladimir Dyck est un compositeur ukrainien ayant vécu en France, né le 19 mars 1882 (calendrier julien) à Odessa et mort pendant l'été 1943 au camp d'Auschwitz.

## Biographie
Vladimir Dyck arrive à Paris en 1899. Au Conservatoire de musique et de déclamation à Paris, il étudie l'harmonie avec Antoine Taudou, le piano avec Paul Vidal et la composition avec Charles-Marie Widor. Il obtient la nationalité française en 1910. En 1911, il remporte le Second Grand Prix de Rome avec sa cantate Yanitza d'après Georges Spitzmuller.
Il compte parmi les nombreux élèves de ses leçons de piano Henriette Poincaré, épouse du président de la République Raymond Poincaré, Henriette Caillaux, celle du ministre Joseph Caillaux, et celle qui deviendra sa propre femme, Suzanne Bloch. Il compose entre autres un opéra, des œuvres pour piano et des lieder, et une adaptation de la mélodie qui deviendra l'hymne israélien Hatikvah, ainsi que, sous le pseudonyme Dri Mival (anagramme de son prénom), quelques musiques de films.
Dyck appartient au groupe Mizmor, avec Léon Algazi, qui dirige la chorale Mizmor. Ils font enregistrer certaines œuvres sur disque et en publient aux éditions Mizmor, qu'ils fondent ensemble en 1933. Cette maison devient ensuite la Collection Mizmor, aux Éditions Salabert.
En 1943, il est arrêté à Paris par la Gestapo avec sa femme, Mina Dyck (née Kabran) (née le 7 septembre 1887 à Omsk, en Sibérie, Russie), et sa fille Nicole Dyck (née le 27 août 1924 à Paris.). Ils sont déportés par le convoi no 58 à Auschwitz le 30 juillet 1943, et assassinés quelques jours plus tard.
Sa nièce Berthe Kal fera une carrière de soprano. Son petit neveu Jacques Karpo sera jusqu'en 1990 directeur de l'Opéra de Marseille.
Une plaque commémorative lui rend hommage 79, avenue de Breteuil (15e arrondissement de Paris), où il vécut.

## Œuvres
- Trio avec Piano op. 25 (1908, dédié à A. Taudou) ;
- Orientales, pour piano op. 26, trois cahiers (1909-10) dédié à Rimsky-Korsakov ;
- Historiette, pour piano op. 28 ;
- Symphonie en Ut mineur, pour piano à quatre mains, op. 30, 1906[4] ;
- Symphonie pour 10 instruments à vent, op. 36, 1910[4] ;
- Yanitza, cantate, 1911 ;
- Impromptu pour violoncelle ou violon et piano, 1912 ;
- Historiette, pour piano (op. 28), 1912 ;
- Alsace, lève-toi!, chant patriotique, poème de Pierre de Chasseloire, Paris, Charles Hayet, 1914 (Il est noté sur la partition : "Chanté par M. Noté, de l'Opéra") ;
- La Chanson des gas (sic) bretons, chanson patriotique, paroles de Mme Yvonne Caërou, 1916 — Paris, Charles Hayet ;
- Le Départ du roi, chant de guerre pour voix grave avec accompagnement de piano, poésie de Mme Yvonne Caërou,— Paris, Charles Hayet (dédié "A son Altesse Royale Monseigneur le Prince Alexandre de Serbie") ;
- Le Sous-préfet aux champs, comédie lyrique sur un texte d'Alphonse Daudet, 1919 ;
- La Plainte d'Esméralda, prélude symphonique, pour orchestre, avec piano conducteur (1924)
- Roger Bontemps, marche, pour orchestre, avec piano conducteur, 1924 ;
- Chanson des fleurs, "Entr'acte pour violon solo et orchestre restreint", Cannes : Francis Moulin, 1925 ;
- La Forêt, suite symphonique pour grand orchestre avec piano conducteur : I. Sombre et triste est la forêt II. Des chasseurs passent... III. Symphonie crépusculaire IV. Danse des gnomes, 1925 ;
- Joyeuse équipée, arrangement par Francis Salabert, pour orchestre, avec piano conducteur, 1929 ;
- L'Aurore s'allume. Chœur pour quatre voix mixtes. Poésie de Victor Hugo. Chant seul, 1929 ;
- Sur la mort de deux héros. Nungesser et Coli (mai 1927). Prélude funèbre, pour orchestre et piano. (Exécuté pour la première fois à Paris en 1929, aux Concerts-Colonne, sous la direction de M. Gabriel Pierné), 1929[5] ;
- Kadisch pour violon solo et piano, "A la mémoire de mon frère Jacques", éditions Salabert, 1932 ;
- Berceuse hébraïque, Paris : Salabert, 1932 ;
- Trois pièces hébraïques pour violoncelle ou violon et piano (Méditation religieuse, Le rabbi parle, Humoresque), Paris : Collection Mizmor. Éditions Salabert, 1933
- Vos vet saïn mit Isroël, sur un thème juif, pour piano et chant avec violon solo, paroles françaises de Jean Cis, Paris : collection Mizmor, Éditions Salabert, 1933
- Eli! Eli!, sur un thème juif. Dédicace à Alexandre Kourganoff (artiste lyrique). Paris : Salabert , 1933 ;
- Avinu Malkenu, pour solo, chœur mixte et orchestre ou piano. D'après un chant traditionnel, 1934 ;
- Lily, musette des faubourgs. Arrangement de Louis Malkine, pour orchestre avec piano conducteur, 1934 ;
- Fêtes juives, suite symphonique en trois parties pour grand orchestre (Rôsch-haschonoh [Nouvel an]; Yôm-kippour [Jour des expiations], Simchas-thorah [Fête de la loi]), Ed. Salabert, 1933, création par les Concerts Lamoureux à la salle Gaveau le 26 janvier 1935) ;
- Hatikva, Chant de l’espérance, sur un thème juif (1933) , Chant et piano ou orgue (1932-1933);
- Ceux qui pieusement sont morts pour la patrie. Pour baryton solo, chœur d'hommes ou mixte avec accompagnement d'orgue ou piano, trompettes (ou pistons) et tambours. Poésie de Victor Hugo. Chant seul, 1936 ;
- Deux légendes hébraïques, pour violoncelle et piano, 1936 (Collection Mizmor). Version pour saxophone et piano, Paris : Éditions Costallat, 1936. La deuxième existe dans une version pour clarinette et piano.
- Espièglerie, fox-trot sketch de Jean Badès. Pour orchestre avec piano conducteur (1938)[b].
- Petite fleur, ne parle pas! ; Le Médaillon ; Mélancolie. Mélodies pour chant et piano, poésies d'Angel Verdeau - Paris : G. Leblanc, 1942.

Il semble qu'il ait également composé un quatuor, un quintette et un octuor (avant 1908). Dyck était également arrangeur, harmonisateur, orchestrateur... On lui doit aussi Cinq quatuors de saxophones (d'après Mozart, Schumann, Bach, Beethoven et Haendel), 1942.
Une liste (plus) complète de ses œuvres se trouve sur le site de la Bibliothèque Nationale.
Plusieurs de ses œuvres ont été orchestrées sous le pseudonyme de Drimival. Même procédé dans une annonce de recherche de travail comme harmonisateur effectuée, un programme de radio de 1938 qui annonce une œuvre de V. Dyck, et une autre de Drimival, tandis que le "Carnet de la T.S.F." de l'Ouest-Éclair du 4 décembre 1931 annonce une œuvre attribuée à "V. Dyck-Drimival".
- Musiques de films:
  - Moments cinématographiques (dont le n°5, Moment dramatique) Cannes : Éditions Francis Moulin , [19..]
  - À travers champs
  - Footit
  - Parisette
  - Tartarin
  - Le Prince charmant, de son compatriote Victor Tourjanski, 1925
  - Théodora
  - Paysages aimés, 1927
  - Douglas
  - Africa, 1928
  - Vénus Astarté, 1929
  - Nord 70° 22°, 1931, film documentaire de René Ginet (Vienne, 12 juillet 1896 - Neuilly-sur-Seine, 30 septembre 1971)[4]. Deux pièces : "Le Chant de la Houle" et "Magnera"
  - L'Appel, sous-titré "Un Hymne au Sacerdoce", 1936[4]